# Astrid Panosyan-Bouvet
Astrid Panosyan-Bouvet (ou Astrid Panosyan), née le 13 août 1971 à Paris 14e (France), est une cheffe d'entreprise et femme politique française, ancienne conseillère d'Emmanuel Macron, députée de Paris de juin 2022 à octobre 2024. En 2024, elle est nommée ministre du Travail et de l'Emploi dans le gouvernement Michel Barnier puis dans le gouvernement François Bayrou.

## Biographie

### Famille et formation
Née le 13 août 1971 dans le 14e arrondissement de Paris d'un père arménien et d'une mère norvégienne, Astrid Panosyan est diplômée de l'École des hautes études commerciales de Paris (HEC Paris), de l'Institut d'études politiques (Sciences Po) de Paris et de la Harvard Kennedy School of Government. Elle côtoie notamment Édouard Philippe pendant ses études à Sciences Po.
Elle épouse Laurent Bouvet, professeur de science politique à l'université de Versailles – Saint-Quentin-en-Yvelines et cofondateur du Printemps républicain, mort le 18 décembre 2021 ; le couple a deux filles,.

### Parcours professionnel
De 1994 à 1997, elle commence sa carrière dans le privé comme consultante d'A.T. Kearney. Puis, de 1998 à 2001, elle travaille au sein de la direction stratégie puis de la direction Business Support & Development Asie-Pacifique du GIE d'Axa.
À partir de 2002 et jusqu'en 2015, elle travaille chez Groupama. D'abord, et jusqu'en 2007, au sein des équipes de la direction générale internationale, puis devient responsable des participations stratégiques à la direction financière de Groupama.
En 2009, elle est chargée de mission auprès du directeur général de Groupama, et prend en 2011 le poste de secrétaire générale du groupe.
Astrid Panosyan est directrice générale fonctions centrales d’Unibail-Rodamco-Westfield entre 2015 et 2021. Elle déclare 6,1 millions d’euros de revenu sur la période 2017-2021.

### Parcours politique

#### Débuts au Parti socialiste
Elle est élue, en mars 2001, conseillère municipale dans le 9e arrondissement de Paris, sous l'étiquette du Parti socialiste, et est proche des milieux strauss-kahniens à cette époque.
Se revendiquant sociale-démocrate et libérale, elle quitte le PS au milieu des années 2000, déçue par ce qu'elle considère comme une incapacité du PS à affirmer en public la nécessité de produire des richesses et de croire en l'entreprise. Elle soutient François Bayrou à l'élection présidentielle de 2007.

#### Cofondatrice d'En Marche avec Emmanuel Macron

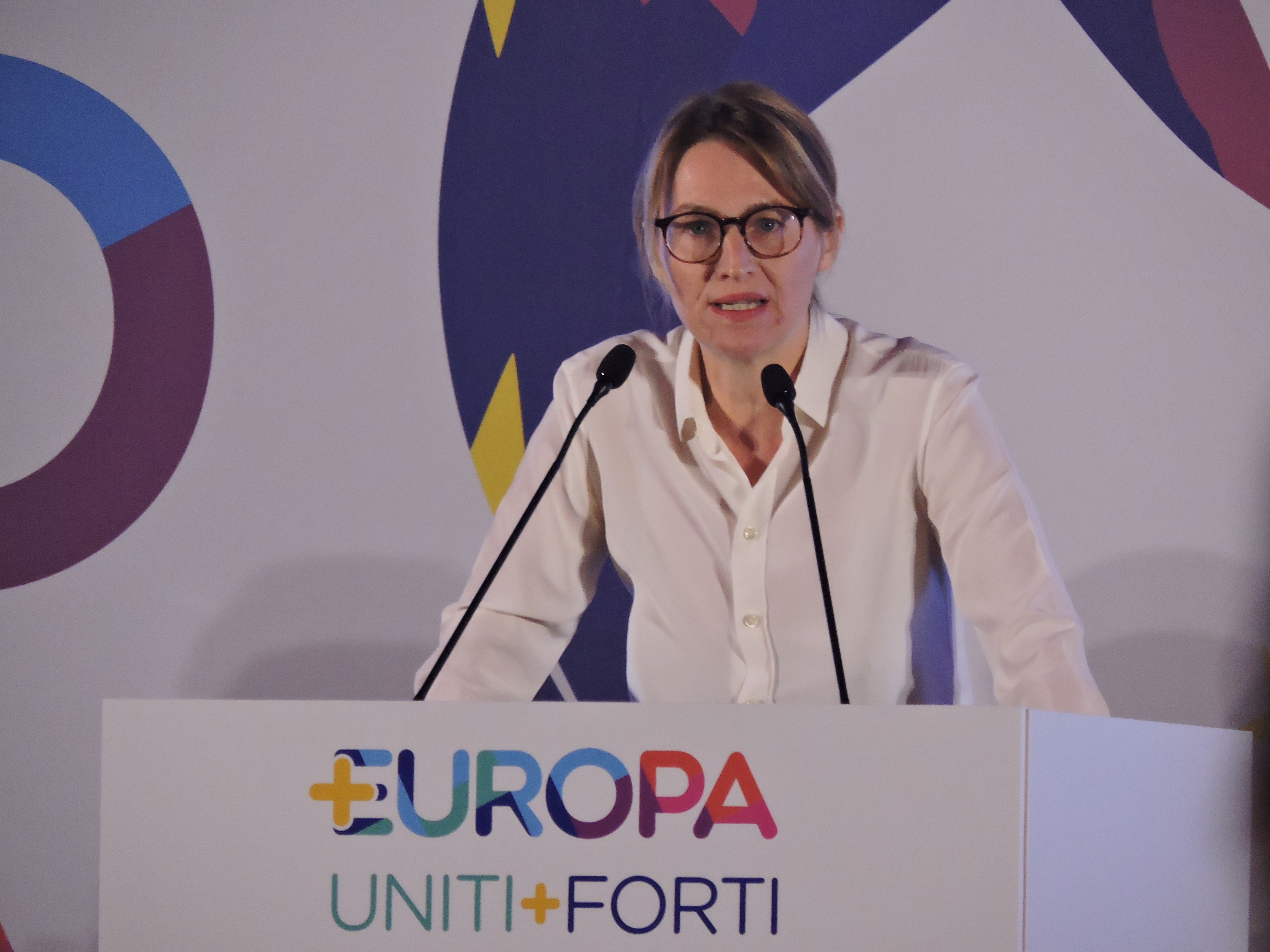
Astrid Panosyan-Bouvet en 2019.

Astrid Panosyan-Bouvet rejoint, en 2014, le cabinet d’Emmanuel Macron, ministre de l’Économie, de l’Industrie et du Numérique, comme conseillère chargée de l'attractivité économique et des investissements internationaux. Elle intervient comme conseillère dans les discussions entre Emmanuel Macron et Uber, qui seront révélées ultérieurement dans les Uber Files.
Cofondatrice d'En marche ! en 2016, elle conseille le candidat Emmanuel Macron sur les questions de santé pendant sa campagne.
Elle est, entre le 17 août et le 18 novembre 2017, l'un des trois membres de la direction collégiale transitoire du parti politique La République en marche, aux côtés d'Arnaud Leroy et de Bariza Khiari.
Elle occupe à partir de début 2018 le poste de déléguée LREM aux actions internationales, faisant partie de la dizaine de délégués thématiques ou « opérationnels » du parti.
Selon Édouard Philippe, avec qui elle a partagé les bancs de Sciences Po, son entrée au gouvernement a été envisagée à plusieurs reprises sous le premier quinquennat d'Emmanuel Macron,.

#### Députée de la XVIelégislature
En vue des élections législatives de 2022 à Paris, elle est investie candidate pour la coalition Ensemble dans la quatrième circonscription de Paris. Lors de sa campagne, elle reçoit les soutiens d'Édouard Philippe, de Bruno Le Maire, de Gérald Darmanin, d'Amélie Oudéa-Castéra ou encore de Gabriel Attal. Dans l'entre-deux tours, sa rencontre avec Nicolas Sarkozy provoque des tensions dans l'entourage de la députée LR sortante Brigitte Kuster. Au premier tour, elle arrive en première position, devant cette dernière, avec 41,03 % des voix, et remporte le second tour avec 55,45 % des voix.
Elle siège à la commission des Affaires sociales de l'Assemblée nationale et rejoint le groupe Renaissance. Elle est notamment responsable de texte pour son groupe sur le projet de loi de réforme de l'assurance chômage, qu'elle défend comme « un texte nécessaire, efficace et juste ». Lors du débat sur ce projet de loi, elle est sanctionnée par la présidente de l'Assemblée nationale Yaël Braun-Pivet après avoir qualifié le Rassemblement national de « xénophobe ». Elle maintient malgré tout ses propos, et de nombreux députés de la majorité et de la gauche lui apportent leur soutien face à cette sanction extrêmement critiquée, estimant que cela relevait de la « qualification politique ».
Elle est vice-présidente du groupe d'amitié France-Israël à l'assemblée nationale.

#### Députée de la XVIIelégislature puis ministre du Travail et de l'Emploi
Le 21 septembre 2024, à la suite des élections législatives anticipées, où elle venait d'être réélue députée, elle est nommée ministre du Travail et de l’Emploi par Michel Barnier, lui-même nommé Premier ministre par le président de la République Emmanuel Macron deux semaines auparavant. Jugée par les partenaires sociaux à l’écoute et soucieuse du dialogue social, elle redonne, selon le quotidien Le Monde, des marges de manœuvre pour négocier au patronat et aux syndicats.

## Distinctions
Le 14 mai 2013, Astrid Panosyan-Bouvet est nommée au grade de chevalier dans l'ordre national du Mérite au titre de « secrétaire générale d'un groupe mutualiste d'assurance ; 18 ans de services ».

## Pour approfondir